# Lajinha (kommun)
Lajinha är en kommun i Brasilien.   Den ligger i delstaten Minas Gerais, i den sydöstra delen av landet, 800 km sydost om huvudstaden Brasília. Antalet invånare är 19 616.
Följande samhällen finns i Lajinha:
- Lajinha

Omgivningarna runt Lajinha är huvudsakligen savann. Runt Lajinha är det ganska glesbefolkat, med 47 invånare per kvadratkilometer.